# Mortirolopasset
Mortirolopasset (1.852 m.o.h.(italiensk: Passo del Mortirolo) er et bjergpas i de italienske alper, der forbinder provinserne Sondrio og Brescia. Passet har også navnet Passo della Foppa. Fra nordlige side begynder stigningen i Mazzo di Valtellina. Bjergpasset ligger i dalen Valtellina.
Fra syd begynder stigningen ved byen Edolo i dalen Val Camonica.
Valtellina-ruten betragtes som en af de hårdeste og mest udfordrende cykelruter i Europa med et lodret fald på 1.300 m over 12,5 km og en gennemsnitlig stigningsprocent på 10,5% (op til 18%).

## Galleri
- Passo della Foppa (MORTIROLO) 1.852 m.o.h.
- Monument for Marco Pantani på bjergvejen til Mortirolopasset [5]
- Skilt i byen Mazzo di Valtellina[6]
- Skilt på Strada del Mortirolo[7]